# 松本健
松本 健（まつもと たけし、1948年（昭和23年）4月3日 - ）は、日本のドラマ演出家、テレビプロデューサー。中央大学卒業。
1972年（昭和47年）、株式会社木下惠介プロダクションに入社。1993年（平成5年）、テレビ朝日へ移籍。2008年（平成20年）、テレビ朝日を退社。
現在、株式会社エム・エーフィールドにて「シナリオ実践講座」の講師を務める。

## テレビドラマ
- 青春諸君!（TBS、1979年） - 演出
- 青春諸君!夏（TBS、1980年） - 演出
- 俺んちものがたり!（TBS、1980年） - 演出
- 絶唱（TBS、1981年） - 演出
- ぼくらの時代（TBS、1981年） - 演出
- 続・思えば遠くへ来たもんだ（TBS、1981年） - 演出
- われら動物家族（TBS、1981年） - 演出
- ある日突然恋だった（TBS、1982年） - 演出
- 金曜日の妻たちへ（TBS、1983年） - 演出
- さよならを教えて（MBS、1983年） - 演出
- 金曜日の妻たちへII 男たちよ、元気かい?（TBS、1984年） - 演出
- 嘘つきは恋のはじまり（TBS、1984年） - プロデューサー
- 毎度おさわがせします（TBS、1985年） - 演出
- 金曜日の妻たちへIII 恋におちて（TBS、1985年） - プロデューサー・演出
- 遊びの時間は終わらない（TBS、1985年） - プロデューサー
- 冬の京都旅はみちづれ女ざかり（テレビ朝日、1985年） - 演出
- しのび逢い（TBS、1986年） - プロデューサー・演出
- 金曜日には花を買って（TBS、1986年） - プロデューサー・演出
- 日立テレビシティ SLが街にやって来た!（TBS、1986年） - プロデューサー
- 僕らの夜は終わらない（TBS、1986年） - プロデューサー
- お見合いドラフト会議（テレビ朝日、1987年） - 演出
- 男たちによろしく（TBS、1987年） - プロデューサー・演出
- むかし遊んだ二人（TBS、1987年） - プロデューサー・演出
- 夜ごとのラブソング（TBS、1987年） - プロデューサー・演出
- 空に星があるように（TBS、1988年） - プロデューサー・演出
- プロポーズは週末に（TBS、1988年） - プロデューサー
- 海岸物語　昔みたいに…（TBS、1988年） - プロデューサー・演出
- こまったもんだThey!（TBS、1988年） - プロデューサー・演出
- 離婚＋結婚＝再婚（TBS、1989年） - 演出
- むかし遊んだ二人again（TBS、1989年） - プロデューサー・演出
- アメリカ映画みたいに（TBS、1989年） - 演出
- 雨よりも優しく（TBS、1989年） - プロデューサー・演出
- 都会の森（TBS、1990年） - 演出
- 男について（TBS、1990年） - プロデューサー・演出
- ジューンブライドは幸せになれる?（TBS、1990年） - 演出
- 熱血!新入社員宣言（TBS、1991年） - 演出
- ルージュの伝言（TBS、1991年） - 演出
- 5cmの向こう岸（TBS、1991年） - 演出
- チャイニーズスープ（TBS、1991年） - 演出
- ユーミンドラマブックススペシャル・ノーサイド（TBS、1991年） - 演出
- 女事件記者立花圭子（テレビ朝日、1992年） - 演出
- おとなの選択（TBS、1992年） - 演出
- 木曜日の食卓（TBS、1992年） - プロデューサー・演出
- いちご白書（テレビ朝日、1993年） - 演出
- わたしってブスだったの?（TBS、1993年） - 演出
- 家族ネットワーク（テレビ朝日、1994年1月3日） - プロデューサー・演出
- 彼と彼女の事情（テレビ朝日、1994年） - プロデューサー・演出
- ママのベッドへいらっしゃい（テレビ朝日、1994年） - プロデューサー・演出
- 転職ロックンロール（テレビ朝日、1995年） - 演出
- うちの母ですが…（テレビ朝日、1995年） - 演出
- 戦うハネムーン（テレビ朝日、1995年） - プロデューサー
- 外科医柊又三郎（テレビ朝日、1995年） - 演出
- Missダイヤモンド（テレビ朝日、1995年） - 演出
- パパ帰る‘96（テレビ朝日、1996年） - 演出
- 外科医柊又三郎2（テレビ朝日、1996年） - 演出
- 愛しすぎなくてよかった（テレビ朝日、1998年） - 演出
- 牟田刑事官事件ファイル（テレビ朝日、1999年） - プロデューサー
- 広域捜査官楠錬三郎（テレビ朝日、2000年） - プロデューサー
- 森村誠一の終着駅シリーズ（テレビ朝日、2001年） - プロデューサー
- 牟田刑事官VS終着駅の牛尾刑事（テレビ朝日、2001年） - プロデューサー
- 救急救命士・牧田さおり（テレビ朝日、2002年） - プロデューサー
- 温泉若おかみの殺人推理（テレビ朝日、2003年） - プロデューサー
- 牟田刑事官VS終着駅の牛尾刑事そして事件記者冴子（テレビ朝日、2003年） - プロデューサー
- 時価1億円の女（テレビ朝日、2006年） - プロデューサー
- 夜桜お七殺人事件（テレビ朝日、2006年） - プロデューサー
- 超高層ホテルウーマンvs女ガードマン（テレビ朝日、2007年） - プロデューサー
- 和菓子連続殺人事件（テレビ朝日、2008年） - プロデューサー
- 犬は見た!（テレビ朝日、2008年） - プロデューサー
- インターフォン症候群の女（テレビ朝日、2008年） - プロデューサー
- コンカツ・リカツ（NHK、2009年） - 演出
- 緑川警部VS86人の容疑者（TBS、2009年） - 監督
- 緑川警部VS16時02分の路線バス（TBS、2010年） - 監督
- 緑川警部VS殺人トランプ（TBS、2011年） - 監督
- 第三の女（フジテレビ、2011年） - 監督
- 密会の宿シリーズ〜北鎌倉心中 死ねなかった女〜（テレビ東京、2011年） - 監督
- 西村京太郎サスペンス 十津川警部シリーズ47〜熱海・湯河原殺人事件〜（TBS、2012年） - 監督
- 密会の宿シリーズ〜宝石の甘い罠〜（テレビ東京、2012年） - 監督
- 緑川警部VS33分の勇気（TBS、2012年） - 監督
- 女医・早乙女美砂 ガラスの階段（TBS、2013年） - 監督

## 舞台
- 暗い日曜日（ル テアトル銀座、2004年） - 演出
- 【恋愛ホテル〜LOVE×HOTEL】（天王洲アートソフィア、2005年） - 演出